# Comté de Burnett (Queensland)
Pour les articles homonymes, voir Comté de Burnett.
Le comté de Burnett est une zone d'administration locale située dans l'est de l'État du Queensland en Australie. Il entoure la ville de Bundaberg.
Le comté comprend les villes de :
- Bargara ;
- Innes Park ;
- Elliot Heads ;
- Burnett Heads ;
- Moore Park.